# 嘉義市管樂團
嘉義市管樂團（Chia Yi Wind Orchestra）成立於1994年1月30日，為嘉義市最早籌組立案之大型演藝團隊，以推廣本土音樂、深耕管樂教育、開發藝文人口及協助推動表演藝術活動為宗旨，經常蒐集本土歌謠作家之旋律，以管樂團編制改寫配器，巡迴全國為民眾服務。自1994年創團迄今30年期間，演出總場次已逾430場，國外演出17場，為全國典型的社區樂團，成員來自各職場之愛樂青年，雖大多數並非音樂從業者，但充分利用業餘時間，為共同的興趣投注心力於這個管樂大家庭，目前已累計600多位團員曾經在本團共同成長，已成功地樹立起社區表演藝術團隊之典範。

## 樂團編制
團員編制為滿編68人，各聲部編制人數如后：
- 長笛/短笛聲部5人。
- 雙簧管聲部2人。
- 單簧管聲部12人。
- 薩克管聲部7人。
- 低音管聲部2人。
- 法國號聲部8人。

- 小號聲部8人。
- 長號聲部6人。
- 上低音號聲部3人。
- 低音號聲部3人。
- 低音大提琴聲部4人。
- 打擊樂器聲部8人。

前述編裝人數為含樂團首席在內之滿編總額，樂團依實際狀況適度增縮編。

## 演出
- 每年固定有兩次定期音樂會，一次於夏季，一次於嘉義市管樂節。
- 「藝文體驗」系列活動，巡迴嘉義市各社區及校園，將音樂的歡樂帶給每一位市民。

## 樂團現況
嘉義市管樂團成立於1994年1月30日，現任團長為宋偉銘，藝術總監暨常任指揮為曾膺安，行政總監為鄧杰翔，舞台總監為杜凱倫，團員總幹事為賴姿瑜。

### 團長
宋偉銘，第四任嘉義市管樂團團長，2024年2月1日上任，並於同年3月14日由嘉義市政府核定生效。嘉義市人，畢業於輔仁大學指揮研究所，師事郭聯昌教授。現為北興國中管樂班、嘉義國中音樂班管絃樂團、嘉義高商管樂團，合奏指揮課程，崇文國小音樂班法國號課程。

### 藝術總監
曾膺安，1994年1月30日嘉義市管樂團成立時即擔任藝術總監暨常任指揮迄今，嘉義縣梅山鄉人，92 年以指揮組第 1 名進人輔仁大學音樂研究所在職專班修業完竣，師承郭聯昌教授，主修管弦樂指揮，指導本團巡迴全國22縣市音樂廳演出，海外演出如香港、澳門、日本濱松市、中國包頭市、菲律賓馬尼拉、韓國原州市等知名的藝術節慶中演出、迄今常態規劃本團跨界結合其他表演藝術類型演出、合作對象包括聲樂、國樂、弦樂、打擊樂、舞蹈、戲劇、原住民等。

### 行政總監
鄧杰翔，嘉義縣中埔鄉人(1979-)，國立中正大學物理系畢(2002)，高雄科技大學智慧商務研究所碩士(2015)，陸軍裝甲兵少校軍官退役，現任嘉義市管樂團行政總監(1995-)、嘉義縣大埔實驗中小學管樂團指揮(2023-)、嘉義市丞耘創藝文理技藝短期補習班打擊樂老師(2023-)；曾獲全國熱音賽嘉義區最佳鼓手(2000)，2005至2007年任陸軍樂隊分隊長、副隊長，2006年任國慶陸軍樂隊指揮，2018年迄今擔綱嘉義市管樂團「曠世精典」、「亞太管樂節」、「許世賢博士紀念」及「療育之旅」等音樂會助理指揮，2023年嘉義市管樂團X神棍樂團「魔幻樂神降臨」跨界音樂會製作人。

### 舞台總監
杜凱倫，目前擔任嘉義市管樂團舞台總監，自2009年開始接觸劇場迄今，並於幕後擔任劇場技術人員，協助各類型的演出技術團隊，提供與場館相關的技術服務，並解決演出期間遇到的所有技術問題技術問題。

### 團員
2024年6月1日更新團員名單
| 團長       | 宋偉銘                                                                       |          |
| 藝術部門   | 曾膺安                                                                       |          |
| 行政部門   | 鄧杰翔 杜凱倫                                                                |          |
| 團員總幹事 | 賴姿瑜                                                                       |          |
| ---------- | ---------------------------------------------------------------------------- | -------- |
| 長笛       | 殷瑞霙 林珍葉 陳珮婕 張仁傑 謝民鵬                                           | 編制5人  |
| 雙簧管     | 黃绣清 廖品鈞 郭怡潔                                                         | 編制2人  |
| 豎笛       | 李吉峰 蕭芳照 莊富益 楊佩珊 林韻秋 黃馨嬋 葉哲良 李亞璿 羅珮瑜 許婕穎 張晏慈 | 編制12人 |
| 薩克斯風   | 吳宜達 劉美玲 賴姿瑜 許妍榛 蘇羿亘                                           | 編制7人  |
| 低音管     |                                                                              | 編制2人  |
| 法國號     | 宋偉銘 王怡文 吳亭諭 黃馨儀 賴浩鈞 鄭雋澔 陳睿祥                             | 編制8人  |
| 小號       | 黃朝偉 楊千逸 楊秉驊 裴一中 施文源 黃煥清 劉建勳 林志學                      | 編制8人  |
| 長號       | 范庭福 董書菡 鍾名凱 簡晟軒 姚威旭 江浚瑋 邱正傑                             | 編制6人  |
| 上低音號   | 蕭凱駿 蔡政岳 王譽錚                                                         | 編制3人  |
| 低音號     | 詹金諭 翁啟榮                                                                | 編制3人  |
| 低音提琴   |                                                                              | 編制4人  |
| 打擊       | 劉炫廷 陳郁毓 陳玫君 羅博仁 黃翊慈 黃挺瑜 李瑾佑                             | 編制8人  |

### 實習生
陳羿弦，2024年7月1日於嘉義市管樂團行政部門實習。

## 樂團沿革

### 嘉義市青少年聯合管樂團
- 1994年1月30日-錄取完成報到50人，選舉程彩雲、吳佩育為正、副學員長。 樂團定位：定名為「嘉義市青少年聯合管樂團」（簡稱聯管），嘉義市立文化中心主辦，嘉義市音樂協進會協辦，由嘉義市立文化中心主任賴萬鎮擔任團長，編審陳麗蓉為監察員，音協理事長吳平如出任副團長。 另由馮朝君擔任執行祕書，曾膺安、盧宓承為指揮。並向嘉義高中借用該校管樂隊之練習場所及大型樂器而成立。
- 1994年4月3日-創團後首演，於第二屆嘉義市管樂節演出。
- 1994年12月10日-創團後首次至外縣市演出，於雲林縣立文化中心演出。

### 嘉義市立文化中心附屬管樂團
- 1995年12月22日-更名「嘉義市立文化中心附屬管樂團」，簡稱「嘉義市管樂團」。由於高中青少年學子逐年畢業，卻對樂團有著依依不捨的感情，希望能夠繼續留在樂團參與排演，因而變更立案名稱，成為一個可以兼收社區青年與青少年學生的廣泛年齡層團隊，樂團簡稱為「嘉義市管樂團」。
- 1996年7月24日-赴香港亞太管樂節演出，為嘉義市管樂團首度至國外演出。
- 1998年7月18日-赴香港演出。
- 1998年7月20日-赴澳門演出。
- 1999年3月25日-赴日本松濱市演出。

### 嘉義市管樂團
- 2000年4月28日-嘉義市立文化中心脫離教育局升格為嘉義市政府文化局，嘉義市立文化中心機關名稱不復存在，樂團再度變更立案名稱，將原簡稱「嘉義市管樂團」正名為樂團名稱，團員資格仍以中學以上有演奏能力之人員為原則。
- 2001年1月29日-因應章程修訂，選舉吳平如為團長。
- 2001年2月1日-吳平如團長正式任職，擔任第二任嘉義市管樂團團長。
- 2004年8月3日-赴中國包頭市演出。
- 2005年9月8日-赴菲律賓馬尼拉演出。
- 2006年10月16日-赴韓國原州市演出，同日與Appassionata管樂團簽訂姐妹團草約。
- 2006年12月28日-於嘉義市中信飯店(現今嘉義市兆品酒店)與韓國原州市Appassionata管樂團簽訂姐妹團盟約書。
- 2009年2月1日-由陳建州擔任第三任嘉義市管樂團團長。
- 2010年9月11日-赴韓國原州市軍樂節演出。
- 2024年2月1日-經1月8日團員大會選舉，由宋偉銘擔任第四任嘉義市管樂團團長。

## 嘉義市管樂團聯繫資訊
- 地址：60081 嘉義市東區忠孝路275號
- 電話：05-277-9994

## 嘉義市管樂團相關連結
- 嘉義市管樂團 官網：https://cywo1994.com/ （页面存档备份，存于）
- 嘉義市管樂團 Facebook 粉絲專頁：https://www.facebook.com/ChiaYiWindOrchestra?locale=zh_TW
- 嘉義市管樂團 Instagram 帳號：https://www.instagram.com/cywo19940130
- 嘉義市管樂團 Youtube 頻道：https://www.youtube.com/@cywo0130 （页面存档备份，存于）

## 姊妹團
- 韓國原州市Appassionata管樂團